# Niemiecka Eskadra Wschodnioazjatycka
Eskadra Wschodnioazjatycka (niem. Ostasiengeschwader) była eskadrą marynarki wojennej Cesarstwa Niemieckiego między 1897 a 1914, stacjonującą w Qingdao (Tsingtao) w Chinach. Często nazywana jest popularnie Wschodnioazjatycką Eskadrą Krążowników. Nazwa ta odpowiada jednak składowi jednostki w ostatniej fazie jej działalności. Wcześniej w jej skład wchodziły także pancerniki i inne okręty. Od 1859 pojedyncze niemieckie okręty lub zespoły okrętów obecne były na wodach Chin w celu zabezpieczania handlu i interesów niemieckich w regionie. W 1869 utworzono „stację wschodnioazjatycką” dla okrętów niemieckich, lecz początkowo nie miały one własnej bazy. Sytuacja zmieniła się w listopadzie 1897, kiedy Jiaozhou zostało kolonią niemiecką.  
Po wybuchu I wojny światowej eskadra pod dowództwem Grafa Maximiliana von Spee koncentrowała się na zwalczaniu brytyjskiej żeglugi i transportów wojsk. Odnosila przy tym znaczne sukcesy. Po przystąpieniu Japonii do wojny po stronie ententy, eskadra wyruszyła do  Niemiec, wokół Ameryki Południowej, w dalszym ciągu prowadząc działania rajderskie. W bitwie pod Coronelem u wybrzeży Chile, 1 listopada 1914, zatopiła dwa brytyjskie krążowniki pancerne, HMS "Good Hope” i „Monmouth”. 
8 grudnia 1914  próbowała zaatakować bazę morską Port Stanley na Falklandach, nie wiedząc o obecności tam silnego brytyjskiego zespołu z dwoma krążownikami liniowymi. Jednostki te wysłano właśnie w celu zniszczenia eskadry. W bitwie pod Falklandami eskadra została prawie w całości zniszczona, a admirał von Spee poniósł śmierć na swoim okręcie flagowym SMS „Scharnhorst”. Bitwę przetrwał jedynie lekki krążownik SMS „Dresden”, który został jednak przechwycony przez okręty brytyjskie i 14 marca  1915 zmuszony do samozatopienia. Poza głównymi siłami eskadry jako samodzielny rajder działał krążownik „Emden”, zatopiony koło Wysp Kokosowych 9 listopada 1914.

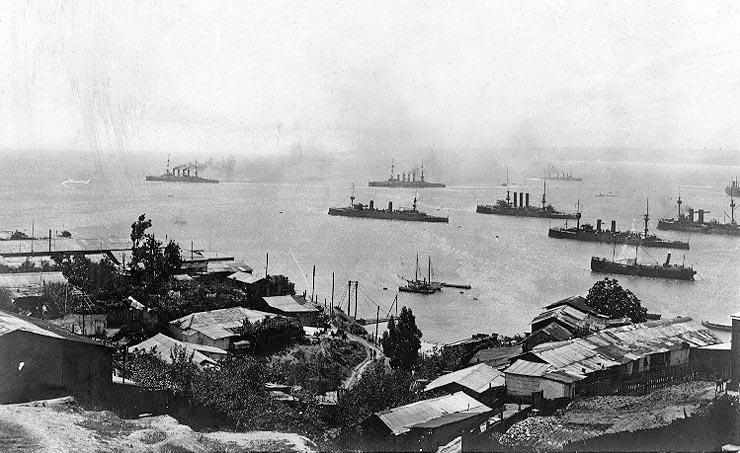
Niemiecka eskadra opuszcza Valparaiso 3 listopada 1914 roku po bitwie pod Coronelem. Na przedzie „Scharnhorst" i „Gneisenau", następnie „Nürnberg”. Na środkowym planie kotwiczą chilijskie krążowniki „Esmeralda”, „OHiggins" i „Blanco Encalada", oraz pancernik „Capitan Prat”

.

## Okręty eskadry w 1914
- SMS „Scharnhorst” – krążownik pancerny, zatopiony 8 grudnia 1914 o 16:17
- SMS „Gneisenau” – krążownik pancerny, zatopiony  8 grudnia 1914 o 18:02
- SMS „Nürnberg” – krążownik lekki, zatopiony  8 grudnia 1914 o 19:27
- SMS „Leipzig” – krążownik lekki, zatopiony  8 grudnia 1914 o 21:23
- SMS „Dresden” – krążownik lekki, wysadzony przez załogę 14 marca 1915
- SMS „Emden” – krążownik lekki, wyrzucony przez załogę na plażę Wysp Kokosowych 9 listopada 1914
- „Seydlitz” – statek transportowy, internowany 24 stycznia 1915 w Argentynie
- „Baden” – statek transportowy, zatopiony 8 grudnia 1914
- „Santa Isabel” – statek transportowy, zatopiony 8 grudnia 1914
- SMS "Prinz Eitel Friedrich" - krążownik pomocniczy, internowany 11 marca 1915 w USA